# Catenă laterală

Formula de structură a unui acid carboxilic, unde R poate fi un atom de hidrogen sau o catenă laterală.

În chimia organică și în biochimie, o catenă laterală este un substituent care este atașat de catena principală a moleculei (altfel spus, este o ramificație a părții principale a moleculei). Natura unei catene laterale este adesea un factor foarte important care influențează proprietățile și a reactivitatea moleculei în cauză.
De cele mai multe ori în formulele structurale se utilizează simbolul R pentru desemnarea unei catene laterale alchilice sau nesaturate (de asemenea folosit și pentru un atom de hidrogen), însă se pot folosi și simbolurile X, Y sau Z pentru catene care nu conțin atomi de carbon.